# Puerto Antequera
Puerto Antequera (también referida como Antequera, Antequeras y Puerto Antequeras) es una localidad argentina ubicada sobre la margen derecha del riacho Antequera —un brazo del río Paraná— en la Provincia del Chaco, frente a la ciudad de Corrientes. Se encuentra en el departamento Primero de Mayo, dentro de la jurisdicción del municipio de Colonia Benítez, a 10 kilómetros de la ciudad de Barranqueras (Gran Resistencia). Actualmente se destaca como centro pesquero artesanal, de extracción de arena y como embarcadero de lanchas con fines recreativos, sin contar con una aglomeración urbana definida; el lugar es frecuentemente asociado tanto en Resistencia como Corrientes al cruce de lanchones que partiendo desde aquí unía las costas chaqueña y correntina antes de la inauguración del puente General Manuel Belgrano, en 1972. El uso como embarcadero de Resistencia se remonta a los primeros pobladores blancos de la zona, quienes dependían fuertemente de la asistencia de Corrientes, único centro poblado de la región; el embarcadero natural permitía acceder —no sin sobresaltos— a un punto directo sobre el Paraná, en una zona caracterizada por la abundancia de riachos, bañados y lagunas. Esta última condición fue la razón por la que fue incluida dentro de los humedales protegidos.
Además de su embarcadero fluvial, se accede a Antequera por la Ruta Provincial N.º 63 de la Provincia del Chaco, que llega asfaltada desde la ciudad de Barranqueras; al norte continúa sin asfalto hasta llegar a la Isla del Cerrito. La ruta 63 se interseca a 5,5 kilómetros de Antequera con la ruta Nacional N.º 16, que le permite acceder a Resistencia y Corrientes por asfalto. Un camino vecinal la lleva por el albardón costero del Paraná hasta el Barrio San Pedro Pescador, unos 2.500 metros al sur.
La localidad se desarrolla como un delgado caserío sin continuidad espacial (razón por la cual no figura en los censos nacionales como localidad censal) ubicado entre la ruta 63 y el riacho Antequera. Las actividades recreativas sobre el río congregan a numerosos turistas atraídos por los paisajes naturales del complejo humedal formado en la desembocadura del río Paraguay sobre el río Paraná; algunas de ellas son promovidas por el Club de Pesca Yapú Guazú, que cuenta con instalaciones en el paraje.
En 2013 se presentó un proyecto para crear el municipio de San Pedro Pescador de Antequeras, con influencia sobre esta localidad y Antequeras.